# La metamorfosi dels ocells
La metamorfosi dels ocells (portuguès: A Metamorfose dos Pássaros) és una pel·lícula de docudrama experimental portuguès de 2020 dirigida per Catarina Vasconcelos i produïda per la productora Primeira Idade. Es va estrenar al 70è Festival Internacional de Cinema de Berlín el febrer de 2020, on va ser guardonada amb el oremi FIPRESCI a la millor pel·lícula a la secció Encounters. Va ser seleccionada com a candidata portuguesa a la millor pel·lícula internacional als 94ns premis Oscar. S'ha subtitulat al català.
La pel·lícula va ser finançada pel fons de cinema portuguès de l'Institut de Cinema i de l'Audiovisual i per l'emissora estatal portuguesa RTP i es va desenvolupar en el programa d'escriptura Archidoc de l'escola francesa de cinema La Fémis i al taller de desenvolupament Arché impulsat al festival internacional de cinema documental Doclisboa.